# Rubens Sambueza
Rubens Oscar Sambueza (Neuquén, 1 de janeiro de 1984) é um ex-futebolista argentino naturalizado mexicano. Atualmente joga no Toluca, emprestado pelo León.

## Carreira

### Início
Sambueza começou nas divisões de base do River Plate, em 1994, tendo se tornado profissional nove anos mais tarde.
Jogou pela Seleção Argentina Sub-20, entre 2003 e 2004, tendo marcado dois gols, em onze partidas.
Pelo River, conquistou o Campeonato Argentino de 2004 (Clausura). Recebeu o apelido de Cañito, após uma partida contra o Boca Juniors, na qual driblara vários adversários por entre as pernas.

### Pumas, Flamengo e River Plate
Em 2007, foi emprestado ao Pumas, do México, aonde permaneceu até meados do ano seguinte, quando foi parar no Flamengo. Em agosto de 2008 Rubens veio de empréstimo para o Flamengo, por um período de um ano. Ele foi designado com o número 10.Que Zico usava. Em 31 de agosto de 2008, ele estreou pelo Flamengo como um substituto de Éverton, no Fla-Flu, quando o seu clube empatou com o Fluminense em 2-2 para no Campeonato Brasileiro.Contrato, por 2 anos, Sambueza veio para ocupar a vaga deixada por Renato Augusto em 2009 o Apoiador Participou da pré-temporada na Granja Comary Ganhou o Carioca daquele Ano Mas Uma Grave Lesão Tirou Sambueza do Brasileirão 2008
Sambueza não conseguiu se firmar no time rubro-negro. E acabou voltando ao River Plate onde foi titular absoluto na Copa Libertadores da América.

### Club América
Jogava no Tecos Fútbol Club do México, mas o Club América em 1 julho de 2012 contratou-o. Fez dois gols em 10 de junho e garantiu o empate do América em 2 a 2.

### Club León
Recentemente foi transferido para o León, do México.

## Títulos
River Plate
- Primera División Argentina Clausura: 2004

Flamengo
- Campeonato Carioca: 2009

CF América
- Campeonato Mexicano: 2013
- Liga dos Campeões da CONCACAF: 2014-2015, 2015-2016